# Victoria Quarter
Victoria Quarter – zespół wiktoriańskich galerii handlowych położony w centrum angielskiego Leeds, pomiędzy Lands Lane, The Hadrow, Vicar Lane oraz Albion Place i King Edward Street.

## Historia i architektura

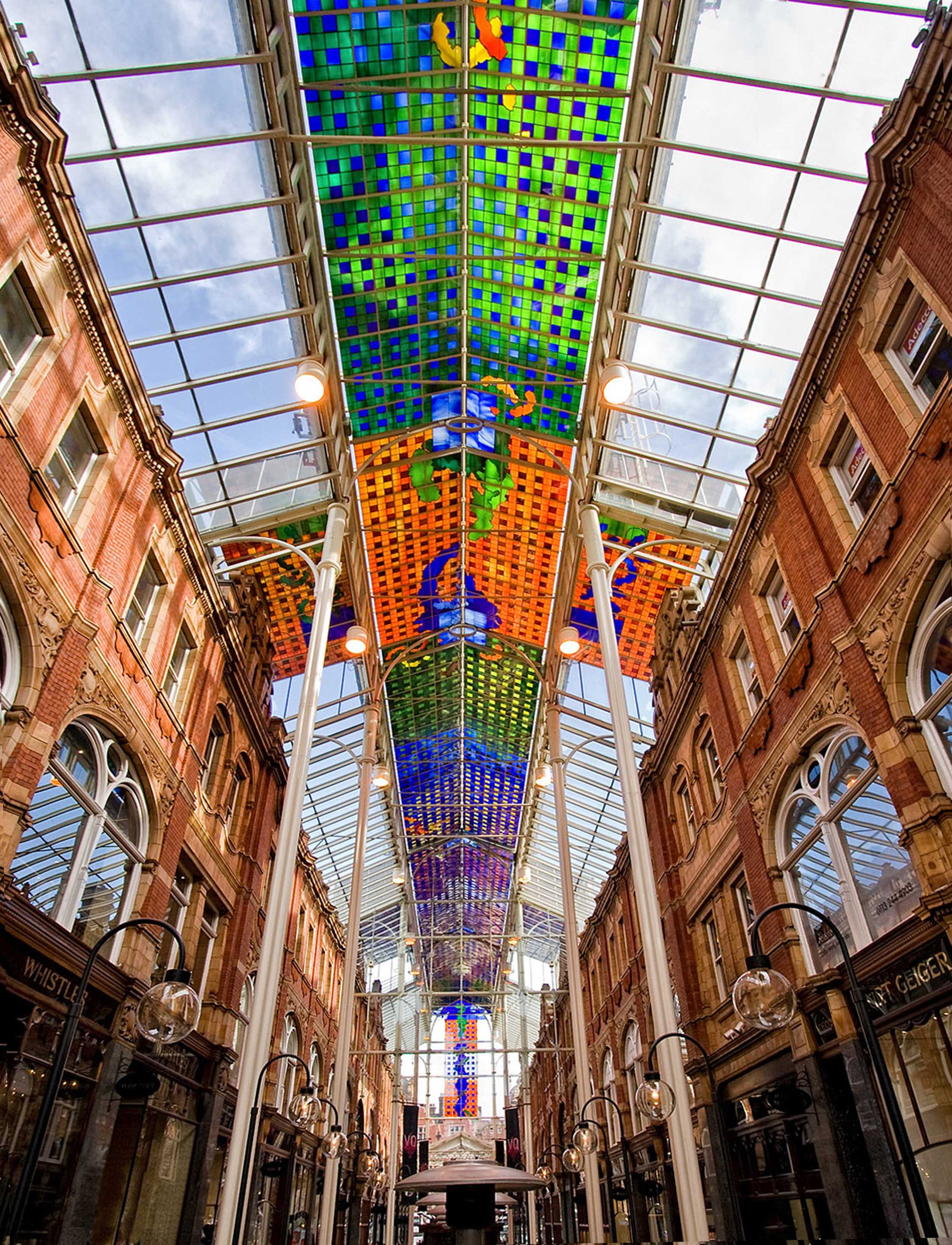
Witraż Clarke’a

Arkady Victoria Quarter zostały zaprojektowane w 1900 przez architekta Franka Matchama, autora wiktoriańskich budynków teatralnych. Do wykończenia wnętrz i elewacji użył marmurów, mozaik, kutego żelaza i rzeźbionego mahoniu. W obrębie zespołu powstały dwie ulice, pasaż i Empire Theatre (od 1996 siedziba luksusowego sieciowego domu towarowego Harvey Nichols – pierwszego poza Londynem). W latach 80. XX wieku arkady zrewitalizowano. Z uwagi na bogactwo ornamentyki nazywane bywają Knightsbridge of the North. 
Do najcenniejszych elementów wyposażenia budynków należy dużych rozmiarów witraż autorstwa Briana Clarke’a, który rozciąga się na całej długości Queen Victoria Street i jest największym witrażem w Wielkiej Brytanii. W tym budynku znajduje się ponadto wiele innych oryginalnych artefaktów epoki wiktoriańskiej.
Kompleks został od wschodniej strony uzupełniony w początku XXI wieku nową częścią o nazwie Victoria Gate. Zespół ten otrzymał fasadę nawiązującą do dziedzictwa tekstylnego Leeds, dominującego w epoce wiktoriańskiej, z której pochodzi starsza partia dzielnicy.
Na terenie Victoria Quarter działa ponad siedemdziesiąt markowych sklepów (m.in. Louis Vuitton, Calvin Klein, Liz Earle, Paul Smith, Mulberry i Vivienne Westwood). Z zespołem łączy się targ Kirkgate (ang. Leeds Kirkgate Market), zabytkowy budynek z 1857 z pierwszą zadaszoną ulicą handlową w Leeds. Był on miejscem narodzin marki Marks & Spencer, która nadal jest tutaj obecna.
W bezpośrednim sąsiedztwie Victoria Quarter znajduje się gmach Leeds Corn Exchange, jeden z najokazalszych wiktoriańskich budynków w Leeds.

## Galeria

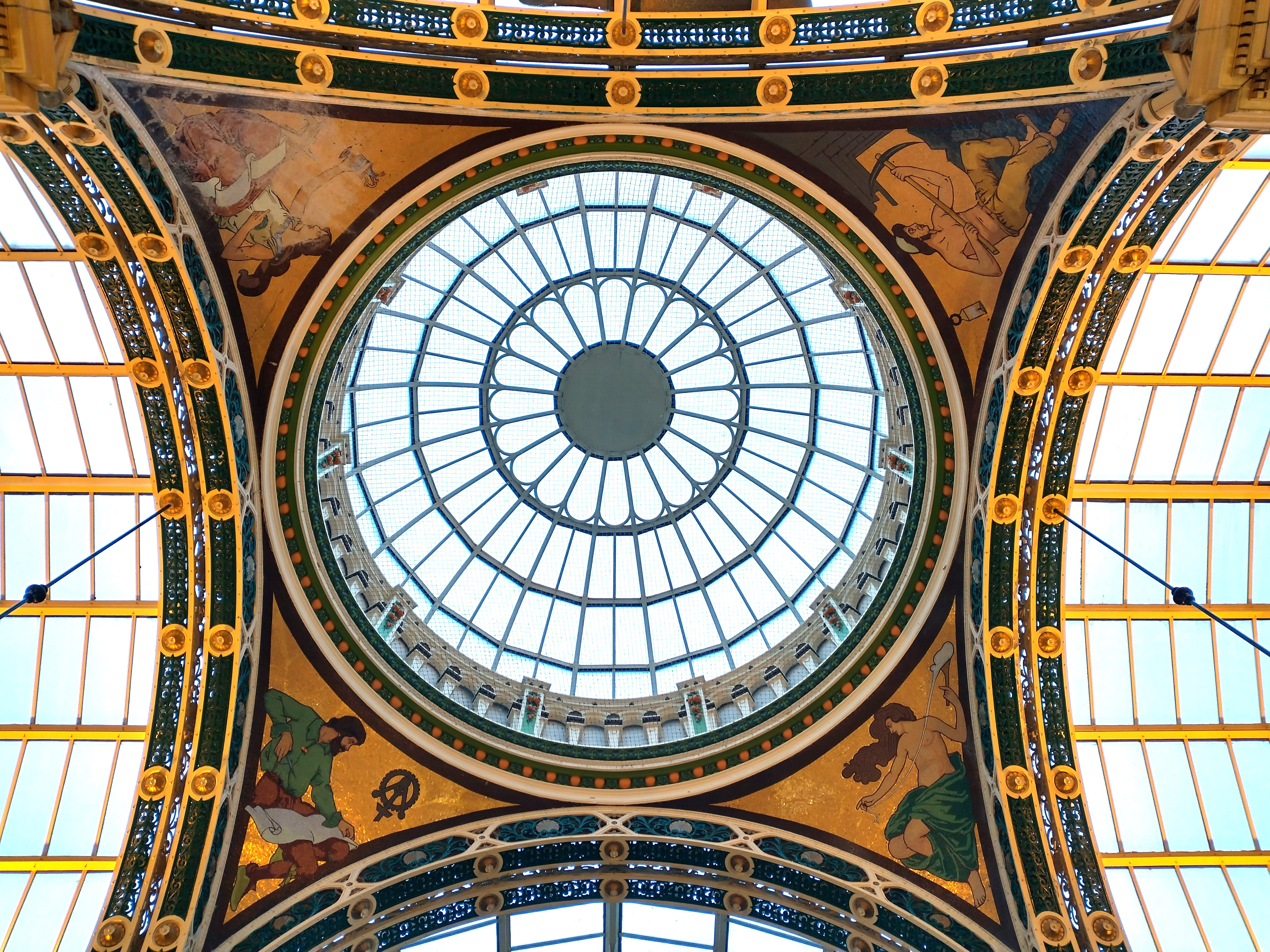
Kopuła
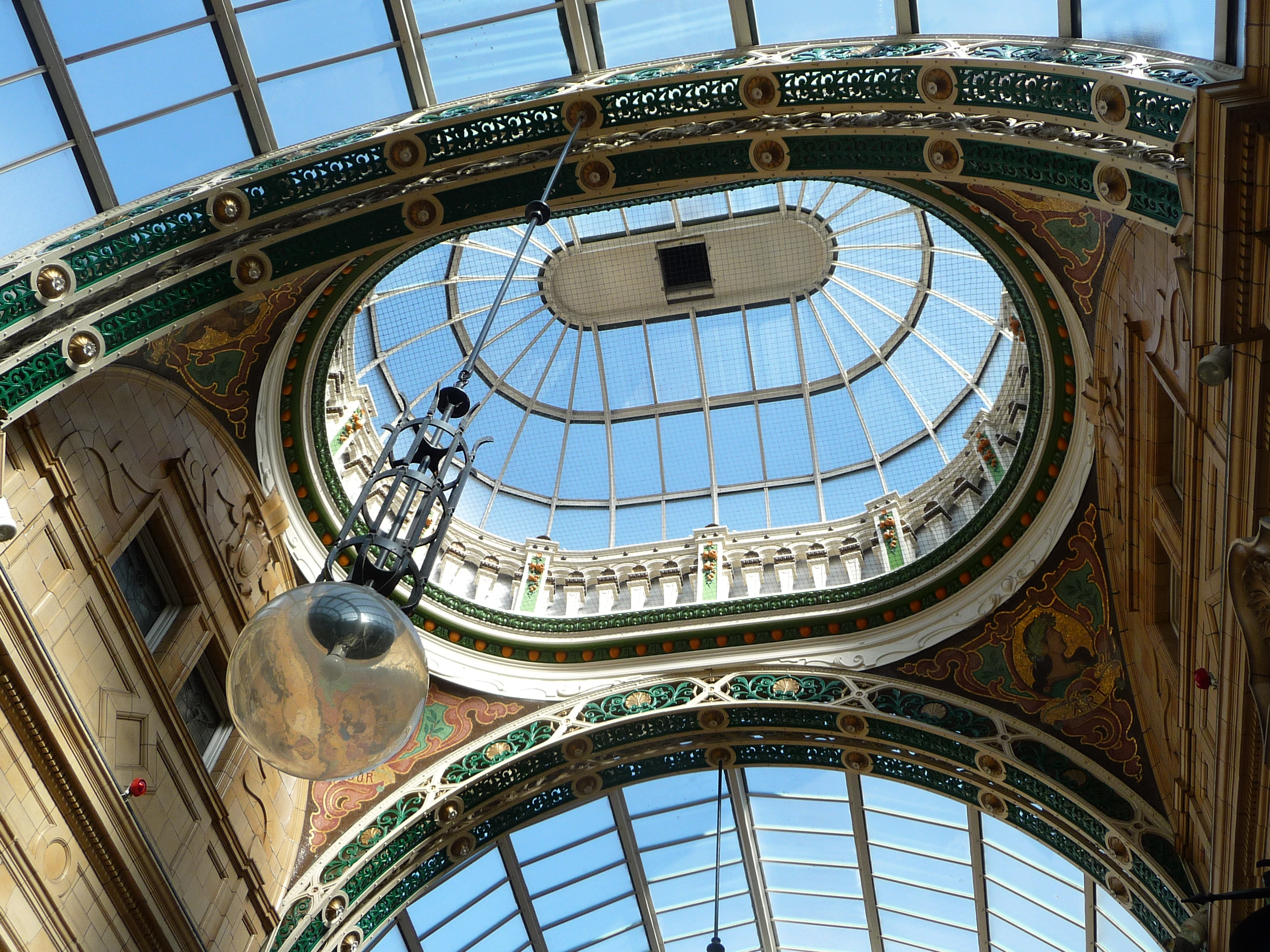
Detal County Arcade
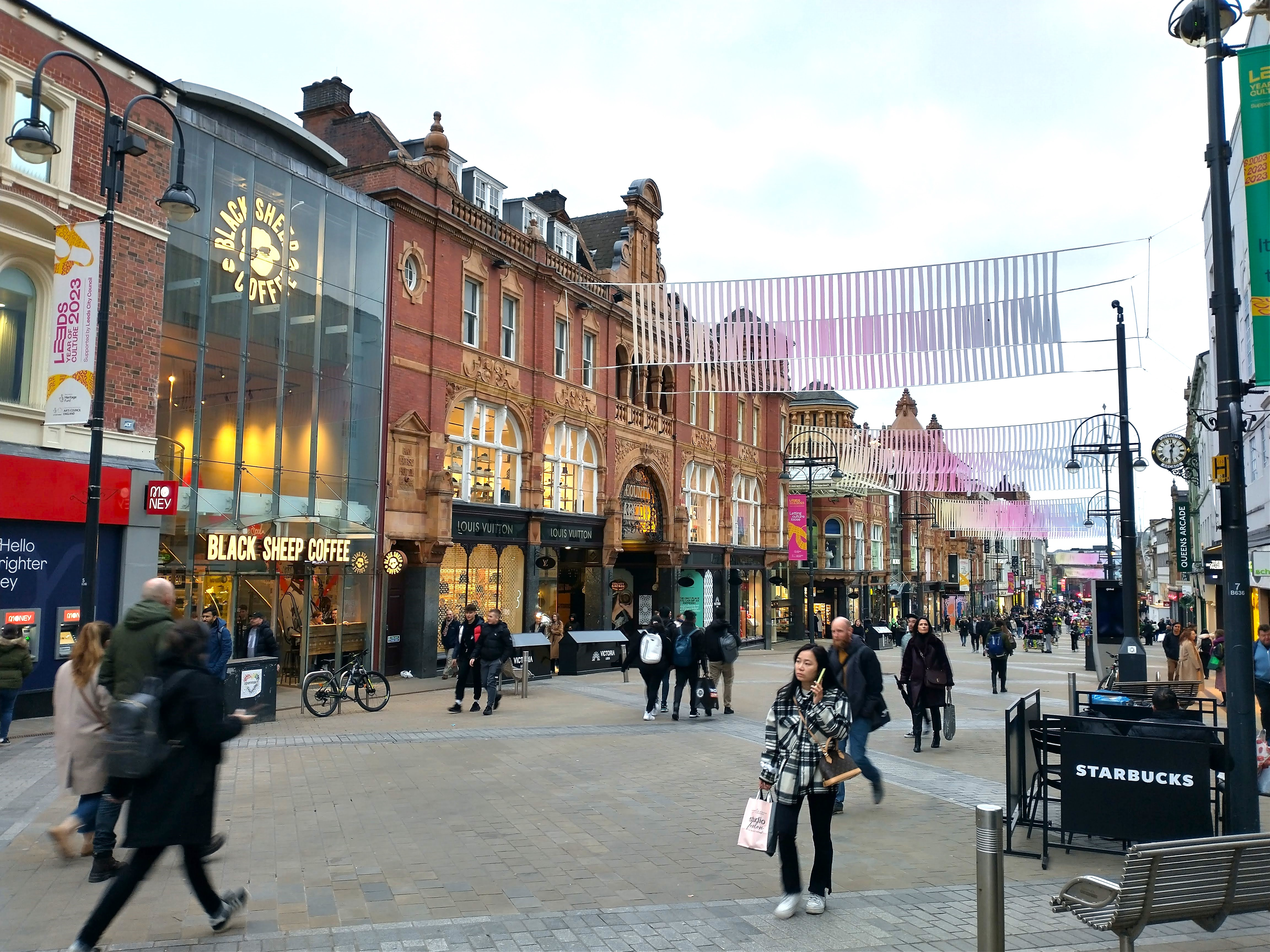
Wejście zachodnie